# Nong Chok
Nong Chok (in thailandese: หนองจอก) è uno dei 50 distretti (khet) della città di Bangkok, in Thailandia.